# Dom tysiąca trupów
Dom tysiąca trupów (pisownia alternat. Dom 1000 trupów; tytuł oryg. House of 1000 Corpses) to amerykański film grozy z 2003 roku, wyreżyserowany na podstawie własnego scenariusza przez muzyka rockowego Rob Zombie. Debiutancki projekt filmowy artysty. W filmie wystąpili Sid Haig, laureatka nominacji do Oscara Karen Black, Bill Moseley oraz małżonka reżysera Sheri Moon. Fabuła koncentruje się na dwóch nastoletnich parach, które w święto halloween przetrzymywane są przez rodzinę obłąkanych prowincjuszy ze skłonnościami do sadyzmu. Dom tysiąca trupów stanowi współczesny film exploitation, składający hołd wcześniejszym tytułom reprezentującym ten nurt, w tym przede wszystkim Teksańskiej masakrze piłą mechaniczną Tobe'a Hoopera, której fanem jest Zombie, oraz horrorowi Wesa Cravena Wzgórza mają oczy. Projekt nakręcono w 2000 roku. Planowano wówczas publikację dzieła, jednak firma Universal Pictures zrzekła się uprawnienia do horroru, gdy okazało się, że otrzyma on najcięższe restrykcje wiekowe od organizacji MPAA. Po trzech latach Zombie sprzedał prawa do filmu kalifornijskiemu dystrybutorowi Lions Gate Entertainment, który wydał obraz w kwietniu 2003. Dom tysiąca trupów uchodzi za horror kultowy.
Projekt zapoczątkował karierę reżyserską Zombie i doczekał się dwóch sequeli – Bękartów diabła (2005) oraz 3 from Hell (2019).

## Opis fabuły
Czwórka nastolatków podróżujących po Stanach Zjednoczonych, zainspirowana historią bestialskiego mordercy Doktora Satana, rusza w miejsce, w którym stoi drzewo, na którym szaleniec został stracony. W ulewną noc psuje im się auto. Przypadkowo spotkana dziewczyna bezinteresownie oferuje im nocleg we własnym domu. Młodzi nie zdają sobie sprawy, że raz przekraczając próg posiadłości rodziny Firefly, nigdy już nie opuszczą jej żywi, bowiem poszczególni jej członkowie okazują się być zwyrodniałymi sadystami-psychopatami.

## Obsada

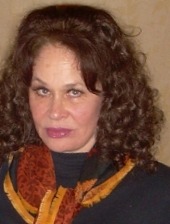
Karen Black, grająca postać Mamy Firefly.

| - Sid Haig − Kapitan Spaulding - Bill Moseley − Otis B. Driftwood - Sheri Moon Zombie − Baby Firefly - Karen Black − Mama Firefly - Erin Daniels − Denise Willis - Chris Hardwick − Jerry Goldsmith - Jennifer Jostyn − Mary Knowles - Rainn Wilson − Bill Hudley - Dennis Fimple − dziadek Hugo Firefly | - Matthew McGrory − Tiny Firefly - Robert Mukes − Rufus "RJ" Firefly Jr. - Walton Goggins − Steve Naish - Tom Towles − George Wydell - Harrison Young − Don Willis - Michael J. Pollard − Stucky - Chad Bannon − Killer Karl - Walter Phelan − S. Quentin Quale/Dr. Satan - Gregg Gibbs − dr. Wolfenstein |

## Tło
Reżyser Rob Zombie w swoim debiutanckim filmie autorskim odwołał się do schematów, jakimi rządzą się klasyczne pozycje wśród slasherów i filmów gore. Przedstawił widzom grupę studentów college'u, którzy – podążając tropem miejskiej legendy – trafiają do posiadłości zamieszkanej przez seryjnych morderców. Powielone zostały tu standardy kultowych filmów: Teksańskiej masakry piłą mechaniczną w reżyserii Tobe'a Hoopera (1974) i Wzgórza mają oczy Wesa Cravena (1977), ukazano bowiem wątki amerykańskiej prowincji, powiązań rodzinnych oraz kanibalizmu. Historię dowcipnej i radosnej rodziny socjopatów reżyser ubarwił o motywy czarnego humoru, a za pośrednictwem warstwy plastycznej filmu nawiązał do horrorów z nurtu monster movie z lat trzydziestych. Imiona członków rodziny Firefly zostały zaczerpnięte z twórczości aktora-komedianta Groucho Marxa – poszczególni krewni noszą nazwiska bohaterów, których Marx kreował w swoich filmach (między innymi Kapitan Spaulding z filmu Victora Heermana Sucharki w kształcie zwierząt, Otis B. Driftwood z komedii Sama Wooda Noc w operze, Rufus T. Firefly z satyry Leo McCareya Kacza zupa, Hugo Z. Hackenbush z filmu Sama Wooda Dzień na wyścigach). Postać Doktora Satana zainspirował osobliwy poster z lat pięćdziesiątych, którego posiadaczem był Zombie. Reklamował on "upiorne widowisko z udziałem magika imieniem Dr. Szatan". Istotny dla kontekstu filmu okazał się oddany okultyzmowi artysta Aleister Crowley. Na planie zgromadzono reprodukcje jego obrazów, przedstawiających demony, w jednym z ujęć wykorzystano także fragment wiersza Crowleya, The Poet.

## Produkcja
W momencie urzeczywistniania projektu Rob Zombie posiadał jako filmowiec niewielki dorobek twórczy. Na pracach graficznych autorstwa Zombie oparto część scen z komedii animowanej Beavis i Butt-head zaliczają Amerykę (1996); z tego powodu artysta został uwzględniony w czołówce filmu, jako członek działu artystycznego. Muzyk został wyznaczony do napisania i wyreżyserowania horroru Kruk 3: Zbawienie (2000), jak również sprawowania nadzoru nad filmowym soundtrackiem, lecz został zwolniony, gdy okazało się, że jego pomysł na obraz jest zbyt wymyślny i nie pokrywa się z oczekiwaniami producentów. Zombie reżyserował także teledyski do niektórych ze swoich singli, w tym klip do przeboju "Dragula" z 1998 roku. Przyszły reżyser związał się z Universal Studios − firmą, która miała nabyć prawa do Domu tysiąca trupów − już w latach dziewięćdziesiątych. Praca Zombie przy organizowaniu i przeprowadzeniu dorocznych imprez z cyklu Halloween Horror Nights, kierowanych przez Universal Parks & Resorts, poskutkowała przyjaznymi stosunkami między nim a przedsiębiorstwem. Zombie zaprojektował też dla spółki Universal labirynt, który posłużył jako atrakcja dla miłośników horroru w przynależnym do firmy parku rozrywki.

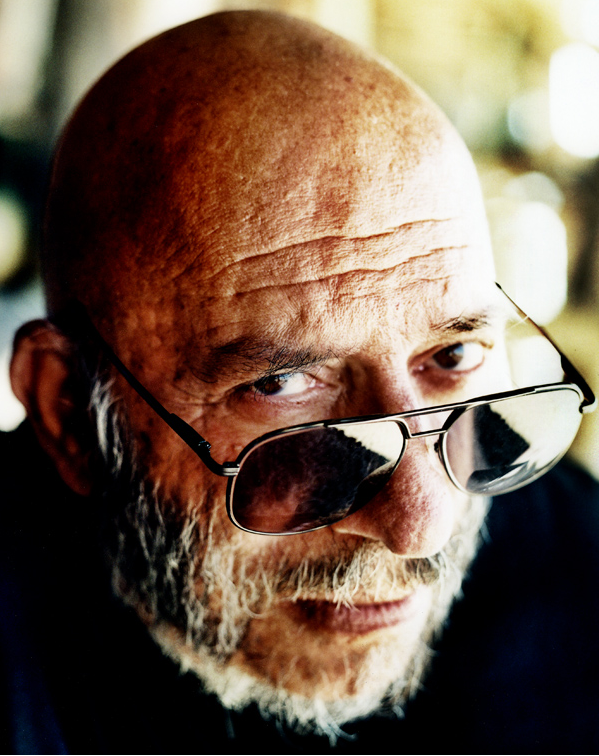
Odtwórca jednej z głównych ról, aktor Sid Haig, w roku 2000, gdy zaangażowano go w produkcję filmu.

Rob Zombie przedstawił scenariusz filmu dyrektorowi Universal Pictures na początku nowego millenium. W styczniu tego roku Andy Gould, manager artysty, sprzedał prawa do projektu. Ze względu na zainteresowanie fabułą, jak również wcześniejszą współpracę z Zombie'm, Universal ustalił, że horror będzie przygotowywany począwszy od maja. Zdjęcia do filmu ruszyły 14 maja 2000, a zakończyły się 20 sierpnia tego roku. Dwa tygodnie poświęcono kręceniu filmu na tyłach pracowni Universal Studios Hollywood. Za pozostałe lokacje atelierowe posłużyły kalifornijskie miejscowości Santa Clarita i Valencia oraz ranczo Veluzat w studio w Saugus. Ponadto, wiele kontrowersyjnych scen (w tym ujęcie, gdzie postać grana przez Sheri Moon Zombie onanizuje się szkieletem) dokręcono w piwnicach posiadłości reżysera tuż po zakończeniu produkcji. W ten sposób powstała także scena towarzysząca kredytom rozpoczynającym obraz. Tytułowy dom, w którym rozgrywa się akcja, stanowił już plan zdjęciowy musicalu Najlepszy mały burdelik w Teksasie z 1982. Choć początkowo na realizację projektu przeznaczono około cztery miliony dolarów, w trakcie produkcji wysokość kapitału wzrosła do siedmiu milionów. W fazie produkcji kilkukrotnie dokonywano zmian w scenariuszu.
Sid Haig w walce o rolę Kapitana Spauldinga pokonał aktorów Jona Polito i Reda Westa. Dennis Fimple, obsadzony jako dziadek Hugo Firefly, wystąpił u Roba Zombie w swojej ostatniej roli. Fimple cierpiał z powodu chorego serca i większość scen odegrał siedząc. Aktor zmarł przed premierą filmu, sierpniem 2002. Dom tysiąca trupów dedykowano jego pamięci. Z kolei Sheri Moon Zombie, prywatnie małżonka reżysera, zadebiutowała za sprawą obrazu w branży filmowej. Moon Zombie zagrała we wszystkich kolejnych projektach męża. Sam Rob Zombie wystąpił w filmie w epizodzie, jako asystent doktora Wolfensteina.

## Wydanie filmu
Gdy w 2000 roku prace nad filmem zostały ukończone, Stacey Snider, ówczesny dyrektor Universal Pictures, zwrócił się do reżysera z obiekcjami. Zombie obawiał się, że Snider narzuci mu wymóg kompletnego przekształcenia projektu. Snider z kolei nie chciała wydać filmu, który otrzyma od stowarzyszenia Motion Picture Association of America (MPAA) restrykcję "NP-17" (najcięższą w klasyfikacji, zabraniająca seansu filmu osobom niepełnoletnim). Zombie wyznał, że specjalnie dla wytwórni nakręcił dwie wersje wszystkich scen o wyższym natężeniu przemocy (przykładowo, scenę początkowego napadu, dźgania i postrzału kręcił z oraz bez wykorzystania sztucznej krwi). Jeszcze w 2000 dystrybucja horroru została wstrzymana. Miesiące później Zombie'mu udało się wykupić od Universal Pictures prawa do własnego filmu. W ten sposób autor mógł sprzedać je ponownie, tym razem firmie zainteresowanej publikacją obrazu w jego przygotowanej wersji. W 2002 roku ostatecznym dystrybutorem Domu tysiąca trupów zostało Lions Gate Entertainment.
W marcu 2003 nastąpiła światowa premiera filmu. Po raz pierwszy obraz został zaprezentowany widzom w trakcie Festival Internacional de Cine de Mar del Plata w Argentynie 13 marca. 21 marca obraz wyświetlono podczas Międzynarodowego Brukselskiego Festiwalu Filmów Fantasy. Komercyjna premiera Domu tysiąca trupów przypadła na 11 kwietnia 2003. Tego dnia film zaczęły emitować kina amerykańskie (w Kanadzie dystrybucja filmu była ograniczona). Miesiąc później, 15 maja, projekt przedstawiono na targach będących częścią Międzynarodowego Festiwalu w Cannes. Lipcem 2003 horror trafił do kin w Rosji, a na początku października obraz zaczęły emitować kina brytyjskie. Dystrybucja, z jaką spotkał się debiutancki projekt Roba Zombie, była masowa. Pod koniec 2003 oraz na przestrzeni 2004 roku film rozprowadzono w krajach Europy, Australii i Oceanii, Ameryki Południowej oraz Azji. W pierwszej połowie 2004 prawa do Domu tysiąca trupów nabyli polscy dystrybutorzy. Film wydano na dyskach DVD 17 czerwca tego roku, nakładem Monolith Films. Horror był przebojem festiwalowym dookoła świata. Poza Cannes, Brukselą i Mar del Platą, wyświetlany był w ramach Moskiewskiego Festiwalu Filmowego, holenderskiego Fantastic Film Festival, Międzynarodowego Festiwalu w Melbourne, Hamburg Fantasy Filmfest, portugalskiego Fantasporto, Dublin Horrorthon Film Festival oraz duńskich i norweskich odsłon imprezy Midnight Movie Madness. Panel jurorski Fantasporto wyróżnił Roba Zombie nominacją do nagrody za najlepszy film roku.
Dla twórców i dystrybutorów Dom tysiąca trupów okazał się nieznacznym sukcesem. W weekend 11−13 kwietnia 2003 film wyemitowało prawie sześćset amerykańskich kin. W Ameryce Północnej, w premierowy weekend zyski z wyświetlania filmu w regionach objętych limitowaną dystrybucją wyniosły trzy miliony czterysta sześćdziesiąt tysięcy dolarów, a w regionach objętych dystrybucją szerszą − dwa miliony pięćset dwadzieścia dwa tysiące USD. W drugiej połowie 2004 roku wyniki światowego box-office'u wykazały, że film zainkasował dwanaście milionów sześćset trzydzieści pięć tysięcy dolarów w USA oraz cztery miliony sto dziewięćdziesiąt cztery tysiące USD poza granicami tego kraju − w sumie szesnaście milionów osiemset trzydzieści tysięcy USD na całym globie. Według europejskich zestawień box-office'owych, Dom tysiąca trupów był przebojem kin w Hiszpanii i we Włoszech. Ponad dwukrotnie zwróciły się koszty produkcji obrazu.

## Opinie
Serwis wagerweb.com wskazał Dom tysiąca trupów jako jeden z dwudziestu pięciu najstraszniejszych horrorów wszech czasów. Redaktorzy witryny filmyfantastyczne.pl wymienili projekt w notowaniu najlepszych horrorów, jakie kiedykolwiek powstały. Sklasyfikowany jako jeden z dziesięciu najlepszych filmów o tematyce halloweenowej przez serwis AZN.pl. Dom tysiąca trupów uchodzi za horror kultowy.

### Recenzje
Odbiór Domu tysiąca trupów przez krytyków był mieszany, lecz skłaniał się ku negatywnemu. Agregujący recenzje filmowe serwis Metacritic, w oparciu o piętnaście recenzji, wykazał, że trzydzieści jeden procent opiniodawców uważa obraz za film udany. Według Franka Schreka, dziennikarza The Hollywood Reporter, film do końca "pozostaje wierny swojemu klimatowi, lecz nie kalibrowi własnych aspiracji", przez co ostatecznie staje się "tandetnym i ultrakrwawym horrorem exploitation", "dziwnie pozbawionym dreszczy napięcia, szoku i grozy". W niejednoznacznym omówieniu dla strony internetowej joblo.com Berge Garabedian napisał, że film opiera się na "odpowiedniej dawce upiornej atmosfery, nerwowych atakach śmiechu, tanim strachu, zabawie oraz widoku krwi i wnętrzności", przez co "usatysfakcjonuje większość fanów ekranowej makabry". Albert Nowicki (filmweb.pl) chwalił horror, określając go "nieprzewidywalnym" i "hipnotyzującym", "katującym zmysły ciężką oprawą audiowizualną". "Mocną stroną 'Domu...' jest jego uduchowienie. Tak, horror o kanibalistycznym klanie posiada psyche. Zombie, który zna film grozy jak żaden inny współczesny reżyser, tchnął w swój obraz duszę klasycznego kina klasy 'B'. Nawiązań do slasherowskich prekursorów, dzieł spod znaku gore, a nawet szkoły włoskiej w tytułowej posiadłości i jej okolicy nie brakuje. (...) Odniesienia, z których zdecydował się skorzystać Zombie, wytaczane są przeciw niemu jako zarzut braku inwencji. Artysta posiada na szczęście wielką energię twórczą, co udowadnia za pośrednictwem muzyki, zdjęć i montażu. Osobliwa otoczka graficzna i oryginalna warstwa dźwiękowa pokrywają się z psychotycznym klimatem filmu" − argumentował Nowicki. Todd Levin (Film Threat) zarzucił filmowi brak oryginalności: "Dom tysiąca trupów kradnie pomysły z tak wielu splatterów, że staje się kompletnie frustrujący".

## Nagrody i wyróżnienia
- 2003, Teen Choice Awards:
  - nominacja do nagrody Teen Choice w kategorii najlepszy horror/thriller
- 2004, Fangoria Chainsaw Awards:
  - nagroda Chainsaw w kategorii najlepszy aktor drugoplanowy (Sid Haig)
  - nagroda Chainsaw w kategorii najlepsza aktorka drugoplanowa (Karen Black)
  - nominacja do nagrody Chainsaw w kategorii najlepszy film szeroko dystrybuowany
  - nominacja do nagrody Chainsaw w kategorii najgorszy film
  - nominacja do nagrody Chainsaw w kategorii najlepsza charakteryzacja/efekty specjalne (Wayne Toth)
- 2004, Fantasporto:
  - nominacja do nagrody International Fantasy Film w kategorii najlepszy film (Rob Zombie)
  - nagroda International Fantasy Film w kategorii najlepsze efekty specjalne (Wayne Toth, Michael O'Brien)

## Ścieżka dźwiękowa
Ścieżka dźwiękowa z filmu wydana została 25 marca 2003 roku nakładem Geffen Records. Soundtrack wyprodukowany został przez Roba Zombie i Scotta Humphreya, współpracownika muzyka pracującego z nim przy tworzeniu wielu albumów. Na krążku znalazły się ścieżki audio z dialogami lub monologami bohaterów, piosenki rockowe i heavymetalowe, jak również utwory retro, w tym szlagier "I Wanna Be Loved by You" śpiewany przez Helen Kane (w filmie wykonywany przez Sheri Moon Zombie). Sześć z w sumie dwudziestu pięciu kompozycji zawartych na płycie wykonuje Rob Zombie. Jedną z nich jest hip-hopowa piosenka "Brick House 2003", nagrana na ścieżkę dźwiękowa przez reżysera wraz z Lionelem Richiem i Triną. Tytułowy utwór z filmu, "House of 1000 Corpses" zawarto tak na soundtracku, jak i drugim studyjnym albumie Zombie The Sinister Urge (2001). W Stanach Zjednoczonych ścieżka dźwiękowa uplasowała się na pięćdziesiątej trzeciej pozycji listy przebojów Billboard 200 oraz czwartej w zestawieniu Top 30 Soundtracks.

## Sequele
Kontynuacja filmu, Bękarty diabła, opublikowana została w drugiej połowie 2005 roku. Film napisał i wyreżyserował Rob Zombie, który w rolach głównych ponownie obsadził Sida Haiga, Billa Moseleya i Sheri Moon. Rolę z prequelu − drugoplanową kreację cierpiącego na gigantyzm Tiny'ego Firefly − powtórzył także Matthew McGrory. Laureatka nominacji do Oscara, Karen Black, zażądała za powtórne odegranie swojej kreacji zbyt wysokiego wynagrodzenia. Zombie, nie mogąc jej go zaoferować, rolę Mamy Firefly przydzielił aktorce Leslie Easterbrook. Jako Rufus Firefly Jr. wystąpił w Bękartach diabła wrestler Tyler Mane, późniejszy odtwórca postaci Michaela Myersa w horrorach Zombie Halloween (2007) i Halloween II (2009). Mane przejął rolę od Roberta Mukesa. W kontynuacji nie przywrócono jednego z antybohaterów, dziadka Hugo, ponieważ Dennis Fimple, grający tę rolę w prequelu, zmarł w 2002. Bękarty diabła zostały pozytywnie ocenione przez krytyków, a w kinach zarobiły więcej niż pierwszy film Roba Zombie. Obraz odbiega klimatem od Domu tysiąca trupów, ograniczając czarny humor, a stylistycznie nawiązując nie do slasherów, lecz kina drogi lat siedemdziesiątych. Bękarty diabła również zainspirował jednak nurt exploitation.
W 2019 roku premierę miała następna kontynuacja, 3 from Hell.